# Balatonföldvár
Balatonföldvár (meist kurz Földvár; deutsch Földwahr) ist eine ungarische Stadt im Kreis Siófok im Komitat Somogy in Südtransdanubien. Auf einer Fläche von 15,32 km² leben 2286 Einwohner (Stand: 1. Januar 2021).

## Geografische Lage
Balatonföldvár liegt direkt am Südufer des Balaton, 55 Kilometer nordöstlich des Komitatssitzes Kaposvár und 15 Kilometer südwestlich der Kreisstadt Siófok. Nachbargemeinden sind Balatonszárszó, Kőröshegy und Szántód.

## Geschichte
Die Gegend bei Balatonföldvár war schon zur Eisenzeit ein Siedlungsgebiet, deren erstmalige schriftliche Erwähnung im 11. Jahrhundert erfolgte. An seiner Stelle stand eine keltische Wallburg (ungarisch földvár), welcher der Ort seinen Namen verdankt.
Seit dem Jahre 1895 ist Balatonföldvár ein Badeort. Diese Entwicklung ist dabei eng mit Wirken des ungarischen Diplomaten Dénes Széchenyi, einem Sohn des Gründers des ungarischen Nationalmuseums Ferenc Széchényi, verbunden, welcher 1870 nach Somogyvár zog und am Balaton einen Ferienort errichten wollte. Hierzu beauftragte er Gärtner, Architekten und Mediziner mit der Errichtung der Kur- und Ferienanlagen, die sich auf über 45 Hektar erstrecken.
Balatonföldvár gehörte zunächst zur Gemeinde Kőröshegy und wurde erst 1950 eine selbstständige Gemeinde, die 1992 den Status einer Stadt erhielt. Von 2003 bis 2013 war Balatonföldvár der Verwaltungssitz des gleichnamigen Kleingebiets und mittlerweile einer der bedeutendsten Ferienorte am Südufer des Balaton.
Balatonföldvár ist mittlerweile ein moderner Badeort mit ca. 8.000 Gästebetten und einem Strand, welcher etwa 5.000 Gästen Platz bietet, und verfügt auch über eine Freilichtbühne und ein Freilichtkino.

## Persönlichkeiten

### Söhne und Töchter der Stadt
- Tamás Holovits (1950–2023), Regattasegler

### Ehrenbürger
- Tamás Holovits (1950–2023), Regattasegler

## Städtepartnerschaften
- Gaienhofen in Baden-Württemberg (1991)[4]
- Kühbach in Bayern[4]
- Saint-Georges-de-Didonne (Frankreich)[4]
- Steckborn (Schweiz) (1991)[4]
- Ylöjärvi (Finnland)[4]
- Zetea (ungarisch Zetelaka) (Kreis Harghita, Rumänien)[4]

Zudem bestehen Kooperationsabkommen mit drei ungarischen Gemeinden, die Földvár im Namen tragen: Dunaföldvár, Pusztaföldvár und Tiszaföldvár. Denen schlossen sich 2003 Bačko Gradište (Бачко Градиште, ungarisch Bácsföldvár) in Serbien und Feldioara (ungarisch Melegföldvár) in Rumänien an.

## Sehenswürdigkeiten
- 1956er-Denkmal, erschaffen von József Przudzik
- Römisch-katholische Kirche Szent Kereszt, erbaut 1942–1943
  - In der Kirche befinden sich Glasfenster, 1944 gestaltet von Ferenc Deéd und Károly Majoros
  - Madonnenrelief über dem Eingang der Kirche, 1943 erschaffen von Lajos Krasznai
- Römisch-katholische Kapelle (Kármelhegyi Boldogasszony-kápolna), erbaut 1897
  - Szent-Antal-Statue, neben der Kirche
  - Kreuzweg

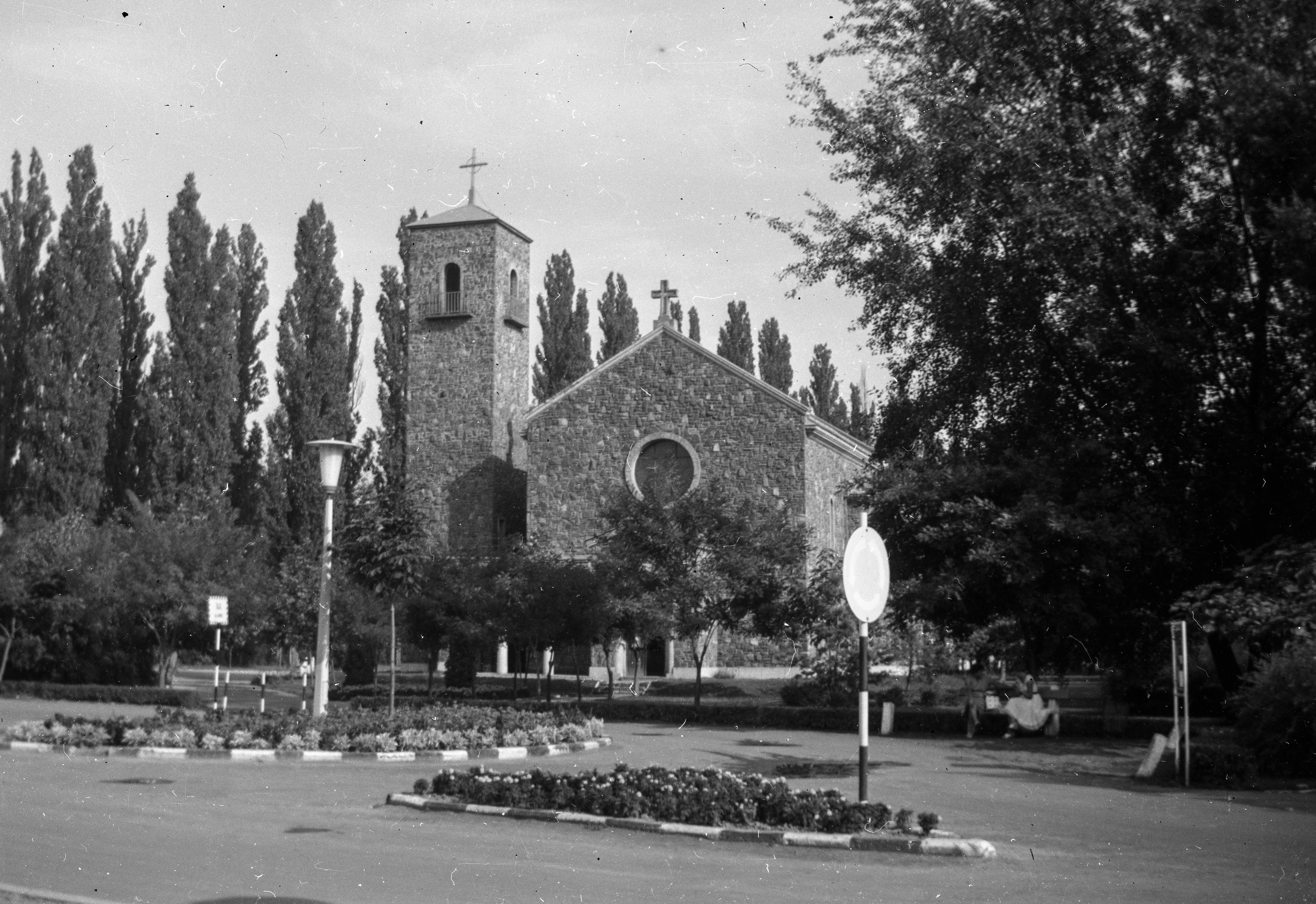
Römisch-katholische Kirche Szent Kereszt (1948)
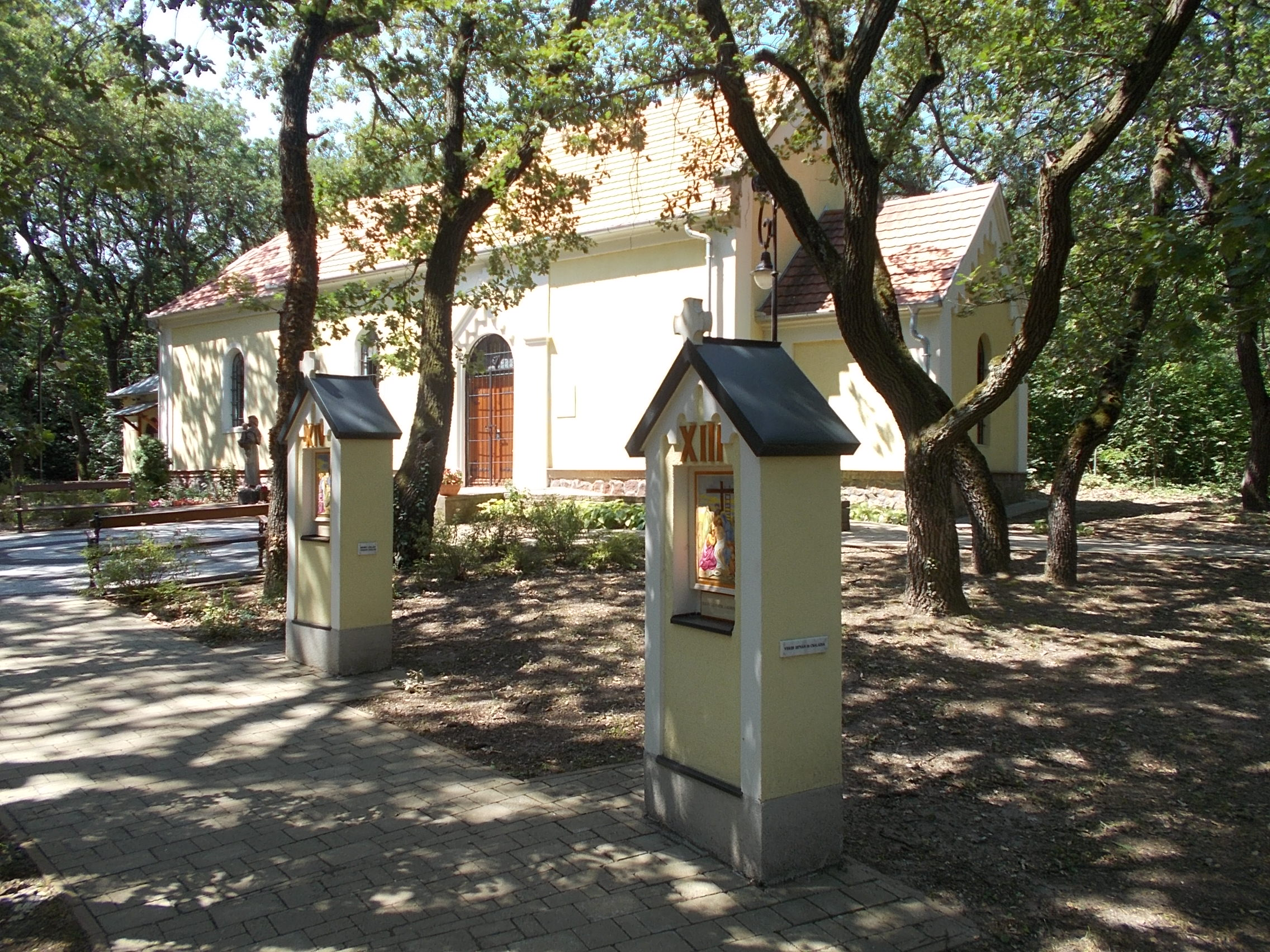
Kapelle mit Kreuzwegstationen
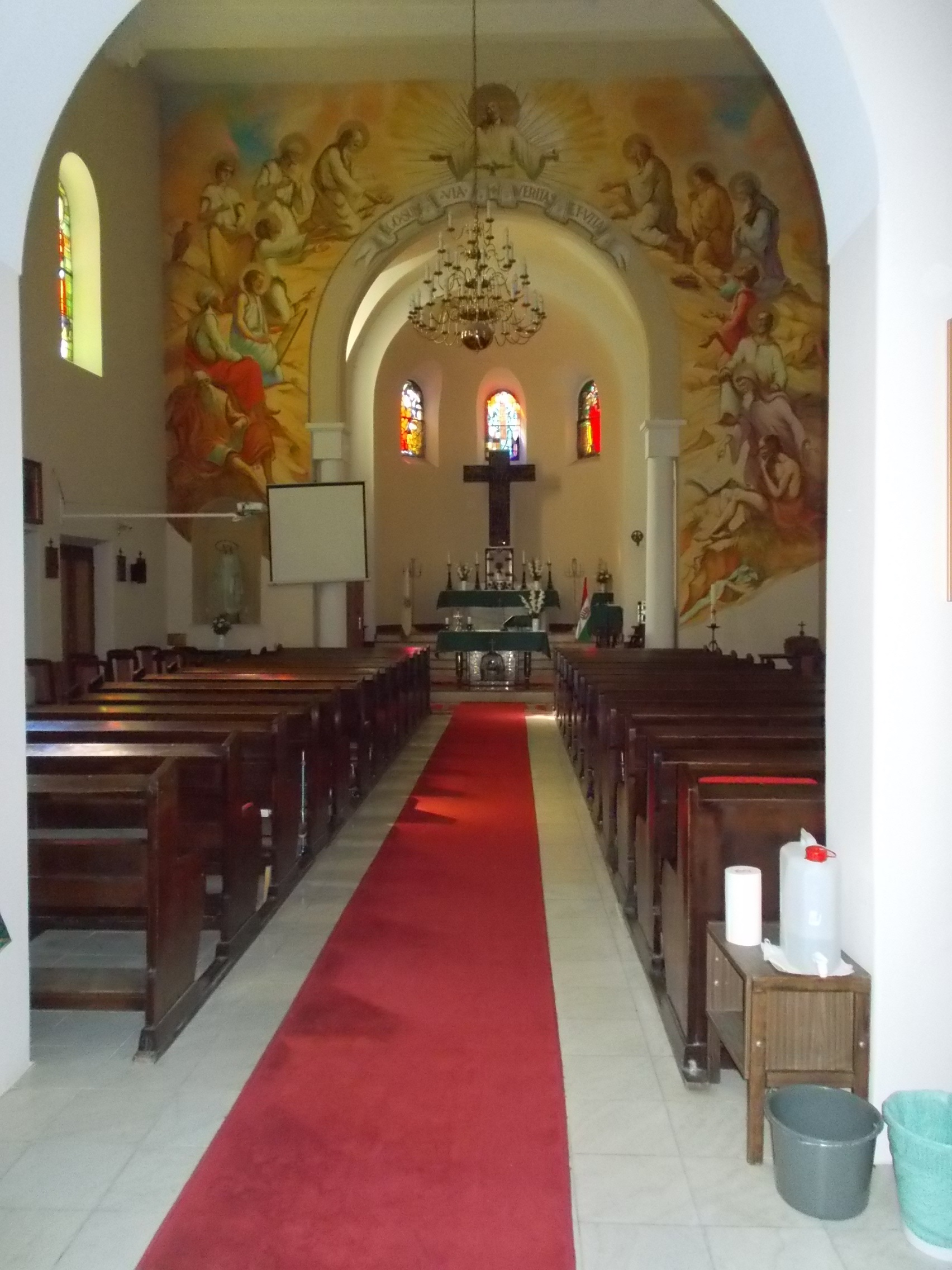
Innenraum der Kapelle
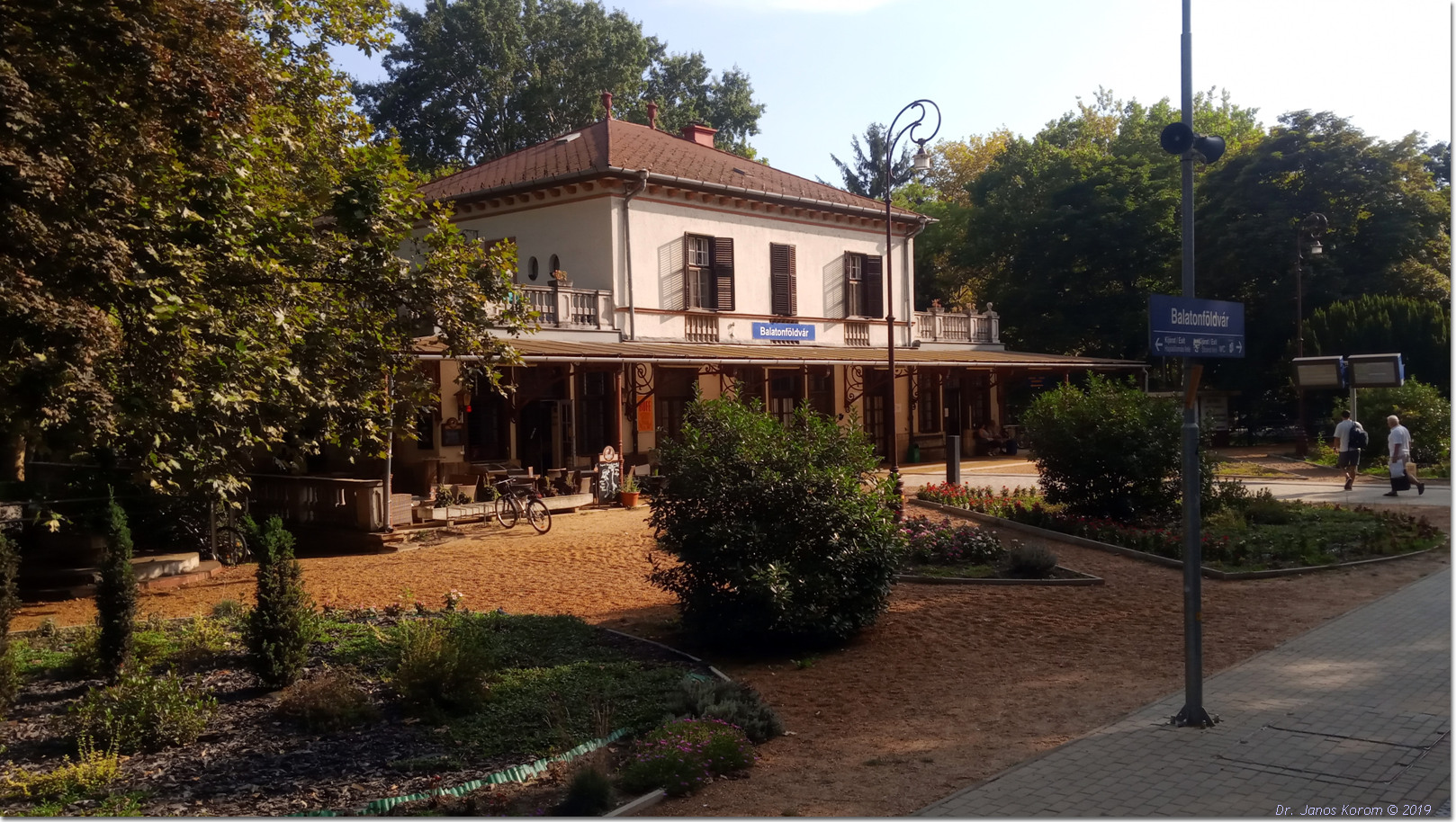
Bahnhof Balatonföldvár

## Verkehr

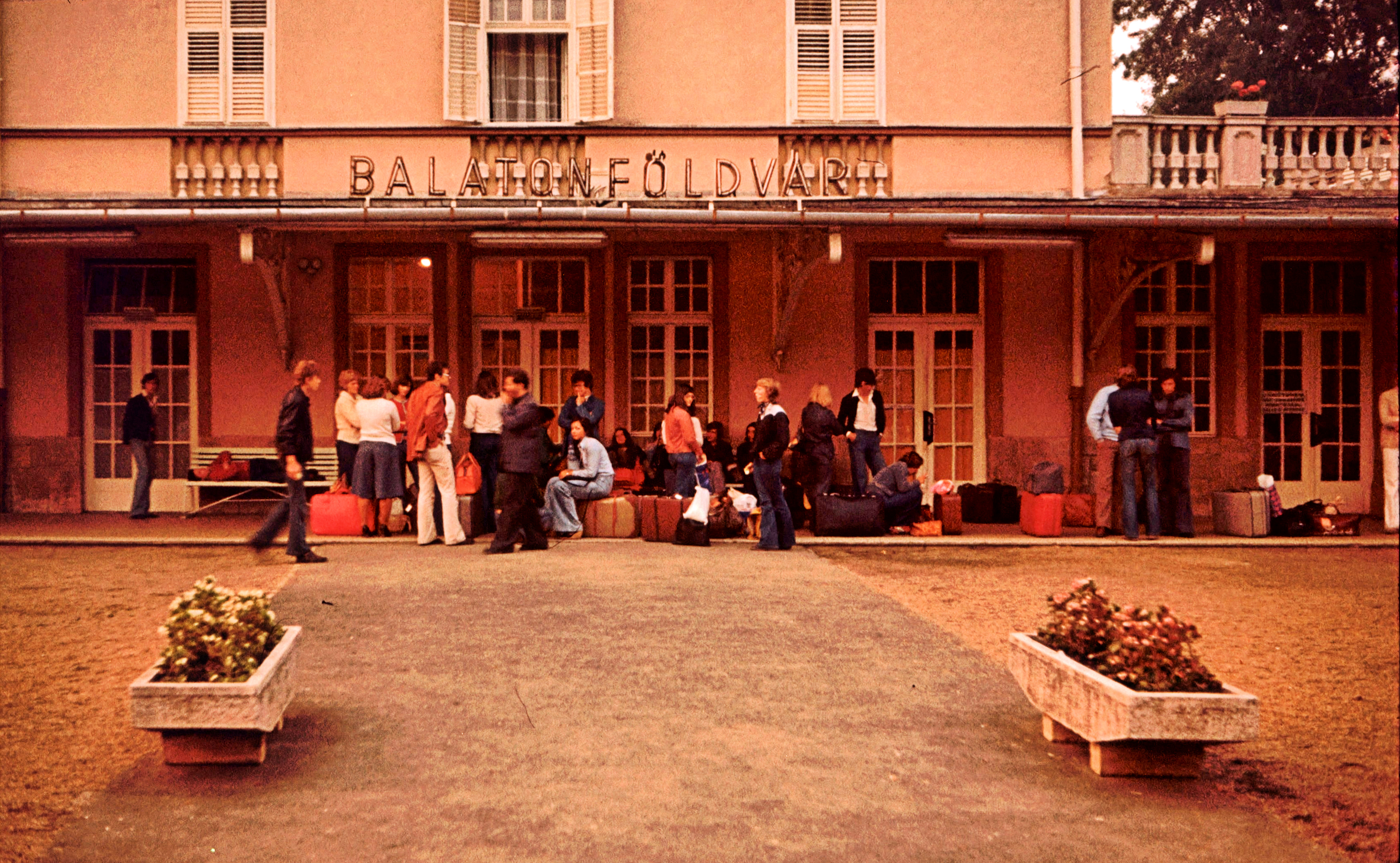
Bahnhof im August 1976

Durch die Stadt verläuft die Hauptstraße Nr. 7, einige Kilometer südlich die Autobahn M7.  Es bestehen Zugverbindungen zum Budapester Südbahnhof, nach Keszthely sowie nach Nagykanizsa. Weiterhin gibt es Busverbindungen in alle umliegenden Gemeinden, nach Siófok und Kaposvár und Schiffsverbindungen zu mehreren Orten am Balaton.